# Maripa peruviana
Maripa peruviana är en vindeväxtart som beskrevs av V. Ooststr. Maripa peruviana ingår i släktet Maripa och familjen vindeväxter. Inga underarter finns listade i Catalogue of Life.